# دارکوب‌های خالدار بزرگ
دارکوب‌های خالدار بزرگ (نام علمی: Dendrocopos) نام یک سرده از زیرخانواده دارکوبیان است.